# Эянна (тамильская буква)

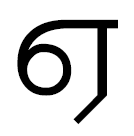

Эянна ( ஏயன்னா ) или экарам ( ஏகாரம் ) — восьмая буква тамильского алфавита, обозначает долгий неогубленный гласный переднего ряда средне-верхнего подъёма, используется в начале слова, внутри слова передаётся с помощью внутристрочного предписного диакритического знака ираттаи комбу: க் + ஏ = கே   (икканна + эянна = кеянна). Знак ираттаи комбу используется только в тамильской и малаяламской письменности. Тамильский знак по размеру пишется больше буквы, малаяламский вровень с буквой. Для сравнения, в сингальской письменности дирга эйянна передаётся с помощью комбувы и аллякуна (вирама).

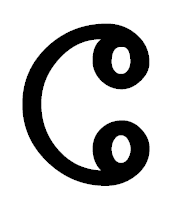
Ираттаи комбу